# Huan Fan
En aquest nom xinès, el cognom és Huan.
Huan Fan (mort el 249 EC), nom estilitzat Yuanze (元則), va ser un ministre de l'estat de Cao Wei durant el període dels Tres Regnes de la història xinesa. Huan Fan va arribar a ser molt proper a Cao Shuang i més tard es va guanyar el sobrenom de "Font de Saviesa". En una ocasió Huan Fan aconsellà a Cao Shuang de lluitar en lloc de rendir-se a Sima Yi. Això no obstant, per una clara lògica el consell de Huan Fan finalment no va ser tingut en compte.

## Nomenaments i títols en possessió
- Inspector de l'Esquerra de la Guàrdia Imperial del Bosc Emplomallat (羽林左監)
- Secretari de l'Exèrcit Central (中領軍尚書)
- General que Ataca els Bàrbars (征虜將軍)
- General de la Casa de l'Est (東中郎將)
- Ministre de Finances (大司農)